# Số dòng trên inch
Số dòng trên inch (LPI) là số đo độ phân giải trong in ấn. Một dòng bao gồm các halftone được tạo bởi các chấm mực vật lý được của thiết bị máy in để tạo ra các tông màu khác nhau. Cụ thể LPI là thước đo mức độ gần nhau của các đường trong lưới halftone. Chất lượng của thiết bị máy in hoặc màn hình xác định LPI sẽ cao đến mức nào. LPI cao cho thấy độ chi tiết và độ sắc nét cao hơn.
In ấn tạp chí và báo thường sử dụng một hệ thống bán sắc. Giấy in báo thông thường không dày đặc, và có độ dot gain tương đối cao hoặc chảy màu, do đó, giấy in báo thường ở khoảng 85 LPI. Giấy chất lượng cao hơn, chẳng hạn như giấy được sử dụng trong các tạp chí thương mại, có ít điểm tăng hơn và có thể lên tới 300 LPI với chất lượng giấy bóng (tráng).
Để sử dụng hiệu quả toàn bộ phạm vi LPI có sẵn trong hệ thống tách dòng, một hình ảnh được chọn để in thường phải có gấp 1,5 đến 2 lần số mẫu trên mỗi inch (SPI). Ví dụ: nếu thiết bị ra cuối cùng có khả năng in ở mức 100 LPI, phạm vi tối ưu cho hình ảnh nguồn sẽ là 150 đến 200 SPI. Sử dụng ít SPI hơn mức này sẽ không tận dụng hết LPI có sẵn của máy in; sử dụng nhiều SPI hơn mức này sẽ vượt quá khả năng của máy in và chất lượng sẽ bị mất một cách hiệu quả.
Một thiết bị khác sử dụng thông số kỹ thuật LPI là máy tính bảng đồ họa.

## Chuyển đổi sang DPI
Việc chuyển đổi LPI sang DPI được thực hiện bằng phép nhân đơn giản:
150lpi x 2 = 300dpi